# Ministère de l'Éducation (Venezuela)
Pour les autres articles nationaux ou selon les autres juridictions, voir Ministère de l'Éducation.
Le ministère de l'Éducation ou ME (Ministerio del Poder Popular para la Educación, en espagnol, littéralement, « ministère du Pouvoir populaire pour l'Éducation ») est un ministère du gouvernement du Venezuela. 

## Liste des ministres de l'Éducation
| Image | Nom                          | Parti       | Début                            | Fin                              |
| ----- | ---------------------------- | ----------- | -------------------------------- | -------------------------------- |
|       | Héctor Rodríguez Castro      | PSUV        | 10 janvier 2025                  |                                  |
|       | Héctor Rodríguez Castro      | PSUV        | 27 août 2024                     | 10 janvier 2025                  |
|       | Yelitze Santaella            | PSUV        | 19 août 2021                     | 27 août 2024                     |
|       | Eduardo Piñate               | PSUV        | 2 mai 2021                       | 18 août 2021                     |
|       | Aristóbulo Istúriz           | PSUV        | 4 septembre 2018                 | 27 avril 2021 (mort en fonction) |
|       | Elías Jaua                   | PSUV        | 4 janvier 2017                   | 4 septembre 2018                 |
|       | Rodulfo Pérez                |             | 6 janvier 2016                   | 2017                             |
|       | Héctor Rodríguez Castro      | PSUV        | 9 janvier 2014                   | 4 septembre 2015                 |
|       | Maryann Hanson               | PSUV        | 1er février 2011                 | 9 janvier 2014                   |
|       | Jennifer Gil                 |             | 22 juin 2010                     | 2011                             |
|       | Héctor Navarro               |             | 2008                             | 2010                             |
|       | Adán Chávez                  | PSUV        | 6 janvier 2007                   | 29 avril 2008                    |
|       | Aristóbulo Istúriz           |             | 2001                             | 5 janvier 2007                   |
|       | Héctor Navarro               |             | 1999                             | 2001                             |
|       | Antonio Cárdenas Colmenter   |             | 1994                             | 1999                             |
|       | Elizabeth Yabour de Caldera  |             | 1993                             | 1994                             |
|       | Pedro Augusto Beauphertuy    |             | 1992                             | 1993                             |
|       | Gustavo Roosen               |             | 1989                             | 1992                             |
|       | Laura Castillo de Gourfinkel |             | 1988                             | 1989                             |
|       | Pedro Cabello Poleo          |             | 1987                             | 1988                             |
|       | Luis Manuel Carbonell        |             | 1985                             | 1987                             |
|       | Ruth Lerner de Almea         |             | 1984                             | 1985                             |
|       | Felipe Montilla              |             | 1982                             | 1984                             |
|       | Rafael Fernández Heres       |             | 12 mars 1979                     | 23 mai 1982                      |
|       | Gerardo Cedeño Fermín        |             | 1979                             | 1979                             |
|       | Carlos Rafael Silva          |             | 7 janvier 1977                   | 24 janvier 1979                  |
|       | Luis Manuel Peñalver         |             | 12 mars 1974                     | 6 janvier 1977                   |
|       | Enrique Pérez Olivares       |             | 1971                             | 1974                             |
|       | Héctor Hernández Carabaño    |             | 1969                             | 1971                             |
|       | José Manuel Siso Martínez    |             | 1964                             | 1969                             |
|       | Reinaldo Leandro Mora        |             | 25 mars 1961                     | 11 mars 1964                     |
|       | Martín Pérez Guevara         |             | 1960                             | 1961                             |
|       | Rafael Pizani                |             | 28 mai 1958                      | 1er décembre 1960                |
|       | Humberto Fernández Morán     |             | 13 janvier 1958                  | 22 janvier 1958                  |
|       | Néstor Prato Chacón          |             | 1958                             | 1958                             |
|       | Darío Parra                  |             | 1956                             | 1958                             |
|       | José Loreto Arismendi        |             | 1953                             | 1956                             |
|       | Simón Becerra                |             | 1952                             | 1953                             |
|       | Luis Beltrán Prieto Figueroa |             | 15 février 1948                  | 24 novembre 1948                 |
|       | Antonio Anzola Carrillo      |             | 1946                             | 1947                             |
|       | Humberto García Arocha       |             | 1945                             | 1946                             |
|       | Rafael Vegas                 |             | 1943                             | 1945                             |
|       | Gustavo Herrera              |             | 1941                             | 1943                             |
|       | Alejandro Fuenmayor          |             | 1941                             | 1941                             |
|       | Arturo Uslar Pietri          |             | 19 juillet 1939[réf. nécessaire] | 4 mai 1941                       |
|       | Enrique Tejera               | indépendant | 1er août 1938                    | 23 juillet 1939[réf. nécessaire] |
|       | Rafael Ernesto López         |             | 1937                             | 1938                             |
|       | Alberto Smith                |             | 1936                             | 1937                             |
|       | Rómulo Gallegos              |             | 26 mars 1936                     | 7 juillet 1936                   |
|       | Caracciolo Parra Pérez       |             | 1936                             | 1936                             |
|       | José Ramón Ayala             |             | 1936                             | 1936                             |
|       | R. González Rincones         |             | 1935                             | 1936                             |
|       | José Antonio Baldó           |             | 1907                             | 1908                             |
|       | Laureano Villanueva          |             | 1906                             | 1907                             |
|       | Eduardo Blanco               |             | 1906                             | 1906                             |
|       | Carlos León                  |             | 1906                             | 1906                             |
|       | Enrique Siso                 |             | 1906                             | 1906                             |
|       | Arnaldo Morales              |             | 1905                             | 1906                             |
|       | Eduardo Blanco               |             | 1903                             | 1905                             |
|       | Rafael Monserrate            |             | 1902                             | 1903                             |
|       | Tomás Garbiras               |             | 1901                             | 1902                             |
|       | Félix Quintero               |             | 1900                             | 1901                             |
|       | Manuel Clemente Urbaneja     |             | 1899                             | 1900                             |
|       | José María Ortega Martínez   |             | 1887                             | 1888                             |